# Stora muren (astronomi)

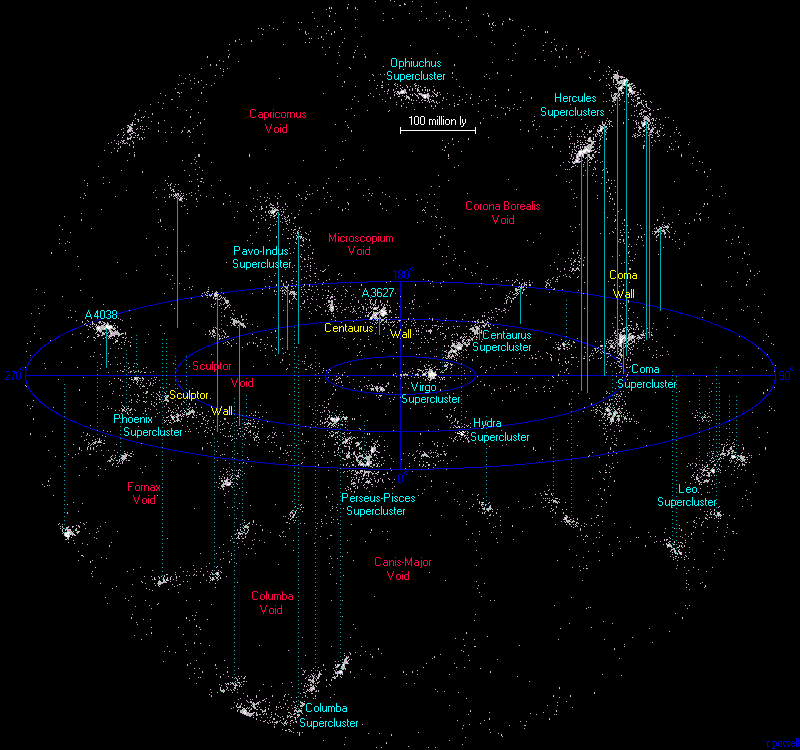
Comamuren till höger i bilden, innefattande Hercules-superhopen och Coma-superhopen.

Stora muren (även kallad Comamuren och Stora muren CfA2) är ett av de största kända galaxfilamenten i universum. Stora muren är en över 500 miljoner ljusår bandliknande ansamling av galaxer, belägen på omkring 200 miljoner ljusårs avstånd från Vintergatan. Muren är 300 miljoner ljusår bred, 15 miljoner ljusår tjock och innefattar Hercules-superhoparna och Comasuperhopen. Stora muren upptäcktes 1989 av Margaret Geller och John Huchra.
Enligt standardmodellen för universums utveckling bildas och följer strukturer som Stora muren längs nätliknande trådar av mörk materia. I denna storskaliga bild antar man att den mörka materian dikterar universums struktur. Den mörka materian attraherar baryonisk materia, och det är denna "normala" materia som astronomer ser formas till långa tunna murar av super-galaxhopar.